# Bluie West Nine
Bluie West Nine var en amerikansk militærbase beliggende på Grønland. Under 2.verdenskrig lå den på Cruncher Island nord for Kangaamiut tæt på indsejlingen til Søndre Strømfjord nord for Sukkertoppen (Maniitsoq).